# Кукушкино хеширование

Пример кукушкиного хеширования. Стрелки показывают альтернативное положение ключа. Новое значение, которое вставляется в ячейку A, выталкивая A в альтернативную ячейку, занимаемую ключом B, значение B переносится в альтернативное место, которое в настоящее время не занято. Вставка нового значения в ячейку H завершается неудачей — H входит в цикл (вместе с W), так что только что вставленный элемент должен быть вытолкнут.

Кукушкино хеширование — алгоритм разрешения коллизий значений хеш-функций в таблице с постоянным временем выборки в худшем случае.
Предложено в 2001 году. Название отсылает к поведению некоторых видов кукушек, когда птенец выталкивает из гнезда яйца или других птенцов; аналогичным образом в алгоритме предусматривается возможность выталкивания старого ключа при вставке нового.

## Операции
Кукушкино хеширование является видом открытой адресации, в которой каждая непустая ячейка хеш-таблицы содержит ключ или пару «ключ — значение». Хеш-функция используется для определения места для каждого ключа, и его присутствие в таблице (или значение, ассоциированное с ним) может быть найдено путём проверки этой ячейки в таблице. Однако открытая адресация страдает от коллизий, которые случаются, когда более одного ключа попадают в одну ячейку. Основная идея кукушкиного хеширования заключается в разрешении коллизий путём использования двух хеш-функций вместо одной. Это обеспечивает два возможных положения в хеш-таблице для каждого ключа. В одном из обычных вариантов алгоритма хеш-таблица разбивается на две меньшие таблицы меньшего размера и каждая хеш-функция даёт индекс в одну из этих двух таблиц. Можно обеспечить также для обеих хеш-функций индексирование внутри одной таблицы.
Выборка требует просмотра всего двух мест в хеш-таблице, что требует постоянного времени в худшем случае (см. «O» большое и «o» малое). Это контрастирует с многими другими алгоритмами хеш-таблиц, которые не обеспечивают постоянное время выборки в худшем случае. Удаление также может быть осуществлено очищением ячейки, содержащей ключ за постоянное время в худшем случае, что осуществляется проще, чем в других схемах, таких как линейное зондирование.

Когда вставляется новый ключ и одна из двух ячеек пуста, ключ может быть помещён в эту ячейку. В случае же, когда обе ячейки заняты, необходимо переместить другие ключи в другие места (или, наоборот, на их прежние места), чтобы освободить место для нового ключа. Используется жадный алгоритм — ключ помещается в одну из возможных позиций, «выталкивая» любой ключ, который был в этой позиции. Вытолкнутый ключ затем помещается в его альтернативную позицию, снова выталкивая любой ключ, который мог там оказаться. Процесс продолжается, пока не найдётся пустая позиция. Возможен, однако, случай, когда процесс вставки заканчивается неудачей, попадая в бесконечный цикл или когда образуется слишком длинная цепочка (длиннее, чем заранее заданный порог, зависящий логарифмически от длины таблицы). В этом случае хеш-таблица перестраивается на месте с новыми хеш-функциями:
Нет необходимости размещения новой таблицы для повторного хеширования — мы можем просто просматривать таблицу для удаления и повторной вставки всех ключей, которые находятся не в той позиции, в которой должны были бы стоять.Pagh & Rodler, «Cuckoo Hashing»

## Вычислительная сложность
Ожидаемое время вставки постоянно, даже если принимать во внимание возможную необходимость перестройки таблицы, пока число ключей меньше половины ёмкости хеш-таблицы, то есть коэффициент загрузки меньше 50 %.
Чтобы обеспечить это, используется теория случайных графов — можно образовать неориентированный граф, называемый «кукушкиным графом», в котором вершинами являются ячейки хеш-таблицы, а рёбра для каждого хешируемого соединяют два возможных положения (ячейки хеш-таблицы). Тогда жадный алгоритм вставки множества значений в кукушкину хеш-таблицу успешно завершается тогда и только тогда, когда кукушкин граф для этого множества значений является псевдолесом, графом максимум с одним циклом в каждой компоненте связности. Любой порождённый вершинами подграф с числом рёбер, большим числа вершин, соответствует множеству ключей, для которых число слотов в хеш-таблице недостаточно. Если хеш-функция выбирается случайно, кукушкин граф будет случайным графом в модели Эрдёша – Реньи. С высокой степенью вероятности для случайного графа, в котором отношение числа рёбер к числу вершин ограничено сверху 1/2, граф является псевдолесом и алгоритм кукушкиного хеширования располагает успешно все ключи. Более того, та же теория доказывает, что ожидаемый размер компонент связности кукушкиного графа мал, что обеспечивает постоянное ожидаемое время вставки.

## Пример
Если даны следующие две хеш-функции:
{\displaystyle h\left(k\right)=k\mod 11}
{\displaystyle h'\left(k\right)=\left\lfloor {\frac {k}{11}}\right\rfloor \mod 11}
| k   | h(k) | h'(k) |
| --- | ---- | ----- |
| 20  | 9    | 1     |
| 50  | 6    | 4     |
| 53  | 9    | 4     |
| 75  | 9    | 6     |
| 100 | 1    | 9     |
| 67  | 1    | 6     |
| 105 | 6    | 9     |
| 3   | 3    | 0     |
| 36  | 3    | 3     |
| 39  | 6    | 3     |

Столбцы в следующих двух таблицах показывают состояние хеш-таблицы после вставки элементов.
| 1. table for h(k) | 1. table for h(k) | 1. table for h(k) | 1. table for h(k) | 1. table for h(k) | 1. table for h(k) | 1. table for h(k) | 1. table for h(k) | 1. table for h(k) | 1. table for h(k) | 1. table for h(k) |
| ----------------- | ----------------- | ----------------- | ----------------- | ----------------- | ----------------- | ----------------- | ----------------- | ----------------- | ----------------- | ----------------- |
|                   | 20                | 50                | 53                | 75                | 100               | 67                | 105               | 3                 | 36                | 39                |
| 0                 |                   |                   |                   |                   |                   |                   |                   |                   |                   |                   |
| 1                 |                   |                   |                   |                   | 100               | 67                | 67                | 67                | 67                | 100               |
| 2                 |                   |                   |                   |                   |                   |                   |                   |                   |                   |                   |
| 3                 |                   |                   |                   |                   |                   |                   |                   | 3                 | 36                | 36                |
| 4                 |                   |                   |                   |                   |                   |                   |                   |                   |                   |                   |
| 5                 |                   |                   |                   |                   |                   |                   |                   |                   |                   |                   |
| 6                 |                   | 50                | 50                | 50                | 50                | 50                | 105               | 105               | 105               | 50                |
| 7                 |                   |                   |                   |                   |                   |                   |                   |                   |                   |                   |
| 8                 |                   |                   |                   |                   |                   |                   |                   |                   |                   |                   |
| 9                 | 20                | 20                | 53                | 75                | 75                | 75                | 53                | 53                | 53                | 75                |
| 10                |                   |                   |                   |                   |                   |                   |                   |                   |                   |                   |

| 2. table for h'(k) | 2. table for h'(k) | 2. table for h'(k) | 2. table for h'(k) | 2. table for h'(k) | 2. table for h'(k) | 2. table for h'(k) | 2. table for h'(k) | 2. table for h'(k) | 2. table for h'(k) | 2. table for h'(k) |
| ------------------ | ------------------ | ------------------ | ------------------ | ------------------ | ------------------ | ------------------ | ------------------ | ------------------ | ------------------ | ------------------ |
|                    | 20                 | 50                 | 53                 | 75                 | 100                | 67                 | 105                | 3                  | 36                 | 39                 |
| 0                  |                    |                    |                    |                    |                    |                    |                    |                    | 3                  | 3                  |
| 1                  |                    |                    | 20                 | 20                 | 20                 | 20                 | 20                 | 20                 | 20                 | 20                 |
| 2                  |                    |                    |                    |                    |                    |                    |                    |                    |                    |                    |
| 3                  |                    |                    |                    |                    |                    |                    |                    |                    |                    | 39                 |
| 4                  |                    |                    |                    | 53                 | 53                 | 53                 | 50                 | 50                 | 50                 | 53                 |
| 5                  |                    |                    |                    |                    |                    |                    |                    |                    |                    |                    |
| 6                  |                    |                    |                    |                    |                    |                    | 75                 | 75                 | 75                 | 67                 |
| 7                  |                    |                    |                    |                    |                    |                    |                    |                    |                    |                    |
| 8                  |                    |                    |                    |                    |                    |                    |                    |                    |                    |                    |
| 9                  |                    |                    |                    |                    |                    | 100                | 100                | 100                | 100                | 105                |
| 10                 |                    |                    |                    |                    |                    |                    |                    |                    |                    |                    |

### Циклы
Если вы хотите вставить элемент 6, вы получите бесконечный цикл. В последней строке таблицы мы находим ту же начальную ситуацию, что и в начале.
{\displaystyle h\left(6\right)=6\mod 11=6}

{\displaystyle h'\left(6\right)=\left\lfloor {\frac {6}{11}}\right\rfloor \mod 11=0}

| ключ | table 1         | table 1        | table 2         | table 2        |
|      | старое значение | новое значение | старое значение | новое значение |
| 6    | 50              | 6              | 53              | 50             |
| 53   | 75              | 53             | 67              | 75             |
| 67   | 100             | 67             | 105             | 100            |
| 105  | 6               | 105            | 3               | 6              |
| 3    | 36              | 3              | 39              | 36             |
| 39   | 105             | 39             | 100             | 105            |
| 100  | 67              | 100            | 75              | 67             |
| 75   | 53              | 75             | 50              | 53             |
| 50   | 39              | 50             | 36              | 39             |
| 36   | 3               | 36             | 6               | 3              |
| 6    | 50              | 6              | 53              | 50             |

## Вариации
Изучались некоторые вариации кукушкиного хеширования, в основном с целью улучшить использование пространства путём увеличения коэффициента загрузки. В этих вариантах может достигаться порог загрузки больше 50 %. Некоторые из этих методов могут быть использованы для существенного уменьшения числа необходимых перестроек структуры данных.
От обобщения кукушкиного хеширования, использующего более двух хеш-функций, можно ожидать лучшего использования хеш-таблицы, жертвуя некоторой скоростью выборки и вставки. Использование трёх хеш-функций повышает коэффициент загрузки до 91 % .
Другое обобщение кукушкиного хеширования, называемое блочным кукушкиным хешированием, содержит более одного ключа на ячейку. Использование двух ключей на ячейку позволяет повысить загрузку выше 80 %.
Ещё один изучавшийся вариант — кукушкино хеширование с запасом. «Запас» — это массив ключей постоянной длины, который используется для хранения ключей, которые не могут быть успешно вставлены в главную хеш-таблицу. Эта модификация уменьшает число неудач до обратно-полиномиальной функции со степенью, которая может быть произвольно большой, путём увеличения размера запаса. Однако большой запас означает более медленный поиск ключа, которого нет в основной таблице, либо если он находится в запасе. Запас можно использовать в комбинации с более чем двумя хеш-функциями или с блоковым кукушкиным хешированием для получения как высокой степени загрузки, так и малого числа неудач вставки. Анализ кукушкиного хеширования с запасом распространился и на практические хеш-функции, не только случайные модели хеш-функций, используемые в теоретическом анализе хеширования.
Некоторые исследователи предлагают использовать в некоторых кэшах процессора упрощенное обобщение кукушкиного хеширования, называемого несимметричным ассоциативным кэшем.

## Сравнение с аналогичными структурами
Есть другие алгоритмы, которые используют несколько хеш-функций, в частности фильтр Блума — эффективная по памяти структура данных для нечётких множеств. Альтернативная структура данных для задач с теми же нечёткими множествами, основанная на кукушкином хешировании, называемая кукушкиным фильтром, использует даже меньшую память и (в отличие от классических фильтров Блума) позволяет удаление элемента, не только вставку и проверку существования. Однако теоретический анализ этих методов проведён существенно слабее, чем анализ фильтров Блума.
Исследования 2006 года показали, что кукушкино хеширование существенно быстрее метода цепочек для малых хеш-таблиц, находящихся в кэше современных процессоров. В том же году разработана блочная версия кукушкиного хеширования (блок содержит более одного ключа), которая работает быстрее обычных методов для больших хеш-таблиц в случае высокого коэффициента загрузки. Скорость работы блочной версии кукушкиной хеш-таблицы исследована в 2009 году.

### Примеры
- Concurrent high-performance Cuckoo hashtable written in C++
- Cuckoo hash map written in C++
- Static cuckoo hashtable generator for C/C++
- Generic Cuckoo hashmap in Java (недоступная ссылка)
- Cuckoo hash table written in Haskell
- Cuckoo hashing for Go